# Ленінський (Ленінський міський округ)
Ле́нінський (рос. Ленинский) — селище у складі Ленінського міського округу Московської області, Росія.

## Населення
Населення — 113 осіб (2010; 102 у 2002).
Національний склад (станом на 2002 рік):
- росіяни — 96 %